# بروس أولسون
بروس أولسون (بالإنجليزية: Bruce Olson)‏ هو مبشر أمريكي، ولد في 10 نوفمبر 1941 في سانت بول في الولايات المتحدة.